# Collocalia
Collocalia – rodzaj ptaków z podrodziny jerzyków (Apodinae) w rodzinie jerzykowatych (Apodidae).

## Zasięg występowania
Rodzaj obejmuje gatunki występujące w Azji Południowo-Wschodniej i Oceanii.

## Morfologia
Długość ciała 9–10 cm; masa ciała 8–11 g.

## Systematyka

### Etymologia
- Collocalia: gr. κολλα kolla „klej”; καλια kalia „gniazdo”. Gniazda salangan wykonane są z kleistej substancji utworzonej w gruczołach ślinowych ptaków lęgowych i stanowią podstawę chińskiej tzw. zupy z jaskółczych gniazd; jednak twarde, włókniste gniazda budowane przez salanganę zmienną są uznawane za bezużyteczne do tego celu[5].
- Salangana: fr. nazwa Salanganes nadana salanganom przez I. Geoffroy Saint-Hilaire’a w 1837 roku[6]. Gatunek typowy: Hirundo esculenta Linnaeus, 1758.

### Podział systematyczny
Do rodzaju należą następujące gatunki:
- Collocalia troglodytes G.R. Gray, 1845 – salangana lilipucia
- Collocalia linchi Horsfield & F. Moore, 1854 – salangana zielonawa
- Collocalia dodgei Richmond, 1905 – salangana krótkoskrzydła – takson wyodrębniony ostatnio na podstawie badań molekularnych z C. linchi[8]
- Collocalia natalis Lister, 1889 – salangana wyspowa – takson wyodrębniony ostatnio na podstawie badań molekularnych z C. esculenta[8]
- Collocalia affinis Beavan, 1867 – salangana białobrzucha – takson wyodrębniony ostatnio na podstawie badań molekularnych z C. esculenta[8]
- Collocalia marginata Salvadori, 1882 – salangana siworzytna – takson wyodrębniony ostatnio na podstawie badań molekularnych z C. esculenta[8]
- Collocalia isonota Oberholser, 1906 – salangana skromna – takson wyodrębniony ostatnio na podstawie badań molekularnych z C. esculenta[8]
- Collocalia sumbawae Stresemann, 1925 – salangana floreska – takson wyodrębniony ostatnio na podstawie badań molekularnych z C. esculenta[8]
- Collocalia neglecta G.R. Gray, 1866 – salangana timorska – takson wyodrębniony ostatnio na podstawie badań molekularnych z C. esculenta[8]
- Collocalia esculenta (Linnaeus, 1758) – salangana zmienna
- Collocalia uropygialis G.R. Gray, 1866 – salangana przepasana – takson wyodrębniony ostatnio na podstawie badań molekularnych z C. esculenta[8].